# (6032) Nobel
(6032) Nobel ist ein Asteroid des Hauptgürtels, der am 4. August 1983 von der ukrainischen (bis 1992: sowjetischen) Astronomin Ljudmyla Karatschkina am Krim-Observatorium (IAU-Code 095) in Nautschnyj, etwa 30 km von Simferopol entfernt, entdeckt wurde.
Der Asteroid wurde am 14. Mai 1995 nach dem schwedischen Chemiker und Erfinder Alfred Nobel (1833–1896) benannt, der das Dynamit erfand, eine Methode zur sicheren Handhabung von Nitroglycerin entwickelte sowie den nach ihm benannten Nobelpreis stiftete.